# Círculo Ecuestre
El Círculo Ecuestre és un club privat fundat a Barcelona el 1856. Ubicat a la Casa Pérez Samanillo, actua com a punt d’intersecció dels cercles empresarials, professionals i institucionals de Barcelona i Catalunya. Des de 2023 el seu president és Enric Lacalle.

## Història

### Inicis
Va ser fundat com a societat privada el 26 de novembre de 1856 en un pis de la ronda de Sant Pau de Barcelona per un grup de barcelonins enamorats de l'hípica. Va tenir la primera seu molt a prop d'un picador, on s'impartien cursos d'equitació tant per a homes com per a dones. El seu primer president va ser Jaime Plá, el qual també presidí el Cercle del Liceu, i els 51 socis inicials van rebre la categoria de fundadors.
De seguida la primera seu es va quedar petita i el 1860 es van establir a la casa Codorniu a la rambla de Santa Mònica, 25 (actualment Rambla, 10), on romandrien fins al 1907. Funcionaven inspirats en un club anglès. Com que la burgesia barcelonina no volia anar a la part baixa de la Rambla, tant a prop del Raval, finalment es va decidir per buscar un lloc més cèntric.

### Plaça de Catalunya
El 25 de maig de 1907 es van establir al principal d'una finca de la plaça de Catalunya, 14 on ara hi ha El Corte Inglés. Es tractava d'una finca propietat d'Ignasi Girona i Targa. La nova ubicació va ajudar a que el Club anés guanyant pes i es posicionés com un lloc de referència per a la burgesia i l'empresariat català.

### Passeig de Gràcia
El 1921, gràcies a la bona situació financera de l'entitat obtinguda amb el joc que s'hi feia, van pensar en construir una nova seu, i van comprar dues cases al passeig de Gràcia, 38 i 40. Es va convocar un concurs internacional d'arquitectes per a idear un projecte a l'alçada de l'entitat. S'hi van presentar 47 projectes, entre els que va guanyar la proposta dels arquitectes catalans Salvador Soteras, Antoni Maria de Ferrater i Alfred Keller, llavors arquitecte de la casa reial austríaca, El jurat estava format per quatre arquitectes socis de l'entitat: Lluís Domènech i Montaner, Bonaventura Bassegoda, Enric Sagnier i Francesc de Paula del Villar i Carmona.
La nova seu fou inaugurada pel rei Alfons XIII el 26 d'octubre de 1926. Es tractava d'un edifici monumental, amb quatre plantes, biblioteca, sales de concert, sales de lectura, exposicions i esgrima. També disposava d'una piscina, gimnàs, perruqueria, billars i habitacions per a hostes. L'empresa que va fer la fusteria de l'edifici fou Bastús, Queraltó i Cia.
En esclatar la guerra civil espanyola, la seu fou requisada primer per la Unió General de Treballadors i, després, pel Partit Socialista Unificat de Catalunya i convertida en el Casal Carles Marx.
Durant aquest període, 52 socis del Círculo Ecuestre perderen la vida, molts d'ells amb motiu de la repressió violenta protagonitzada per les Patrulles de control, dirigides per Aurelio Fernández Sánchez, adscrites al Comitè Central de Milícies Antifeixistes de Catalunya, de la Federació Anarquista Ibèrica.
Finalitzada la Guerra Civil, l'edifici va ser ocupat per la Falange Española, on va instal·lar la Jefatura provincial de Falange Española y del Movimiento. La forta cohesió social interna va permetre al Círculo Ecuestre sobreviure sense seu social fins al 1947.

### Seu definitiva
El 1947, durant la presidència de Santiago Güell i López, baró de Güell, es va recuperar la propietat de l'edifici del passeig de Gràcia. L'entitat tenia dificultats econòmiques i no es va veure amb cor de reformar-lo. Finalment el van vendre per 17 milions de pessetes a un promotor immobiliari privat, qui el 1952 va enderrocar per construir la seu a Barcelona del Banco Hispano Americano, a l'edifici que actualment (2023) ocupa l'Hotel Mandarín.
Amb els diners de la venda, Güell i el seu equip van comprar la Casa Pérez Samanillo, un palauet construït el 1911 a la cantonada de Diagonal i Balmes. Van reformar l'edifici i hi van establir la seu de l'entitat, que va romandre activa durant dècades. Durant els darrers anys del franquisme el club va sobreviure rellogant part de la seva seu per a dur a terme activitats de joc.
Va entrar en una nova etapa de decadència i tensions financeres, fins que a final dels anys vuitanta començà una nova etapa de transformació, i sota la presidència d'Antonio Eyre s'hi incorporaren noves i destacades personalitats del món financer i empresarial de Barcelona. Fins al 1982 no estava permesa l’entrada de dones.
El 1991 en fou elegit president Carles Güell de Sentmenat i el 1992, coincidint amb els Jocs Olímpics de Barcelona de 1992, se n'acabaren unes noves obres d'ampliació i restauració, que tingueren com a resultat 6.000 metres quadrats de superfície i un edifici de nova planta per a ús residencial. Durant la dècada de 1990 i 2000 l'entitat va anar recuperant centralitat en el món polític, econòmic, social i cultural català. El 2006 va celebrar els seus 150 anys en un acte que va comptar amb la presència de representants de la família reial espanyola.

### Actualitat
Amb més de 1.500 membres, el Círculo Ecuestre organitza nombrosos esdeveniments cada any amb la presència de destacades personalitats polítiques, econòmiques o empresarials. D'altra banda, el Círculo Ecuestre manté relacions amb 250 clubs privats de quatre continents: Brooks's a Londres, University Club a Nova York, Interralliée a París, Jockey a Buenos Aires, entre d'altres.

### Seus històriques
- (1856 - 1860) — Local de la Ronda de Sant Pau
- (1860 - 1907) — Casa Codorniu (Rambla, 10)
- (1907 - 1926) — Casa Girona (Plaça de Catalunya, 14 actual Corte Inglés)
- (1926 - 1936) — Passeig de Gràcia, 38-40 (actual Hotel Mandarín)
- (1950 - avui) — Casa Pérez Samanillo

## Presidents
Llista incompleta
- Jaime Plá (1856)[2]
- Marquès de Santa Isabel (1860s)
- José Masana Tarrés (actiu 1906)[10]
- Albert Rusiñol i Prats (Dècada del 1920)
- Santiago Güell i López (1936-1954)[11][12]
- Antonio Eyre Fernández (198XX- 1991)
- Carles Güell de Sentmenat (1991-????)
- Manuel Carreras Fisas (2002-2008)[13]
- Borja García-Nieto (2008-2015)
- Alfonso Maristany Cucurella (2015-2019)
- Antonio Delgado Planas (2019-2023)[14]
- Enrique Lacalle (2023- avui)[1]

## Membres
La xifra de socis ha anat variant al llarg dels anys. Des dels 2000 socis abans de la Guerra Civil fins als poc més de 700 en ple franquisme. Actualment la xifra es manté al voltant dels 1.500 membres. En tractar-se d'un club privat, per esdevenir membre cal l'aval de dos socis i ser acceptat per una comissió d'avaluació. Cal comprar un títol per un import de 4.000 euros i aportar 5.000 euros a fons perdut en concepte de drets d'ingrés. Un cop admès, els socis paguen una mensualitat de 100 euros. Els menors de quaranta anys tenen condicions especials, amb una quota d'ingrés que oscil·la 600 i 1.800 euros depenent de l'edat i de si té algun familiar soci. També hi ha inscripcions específiques per a empreses.

## Col·lecció d'art

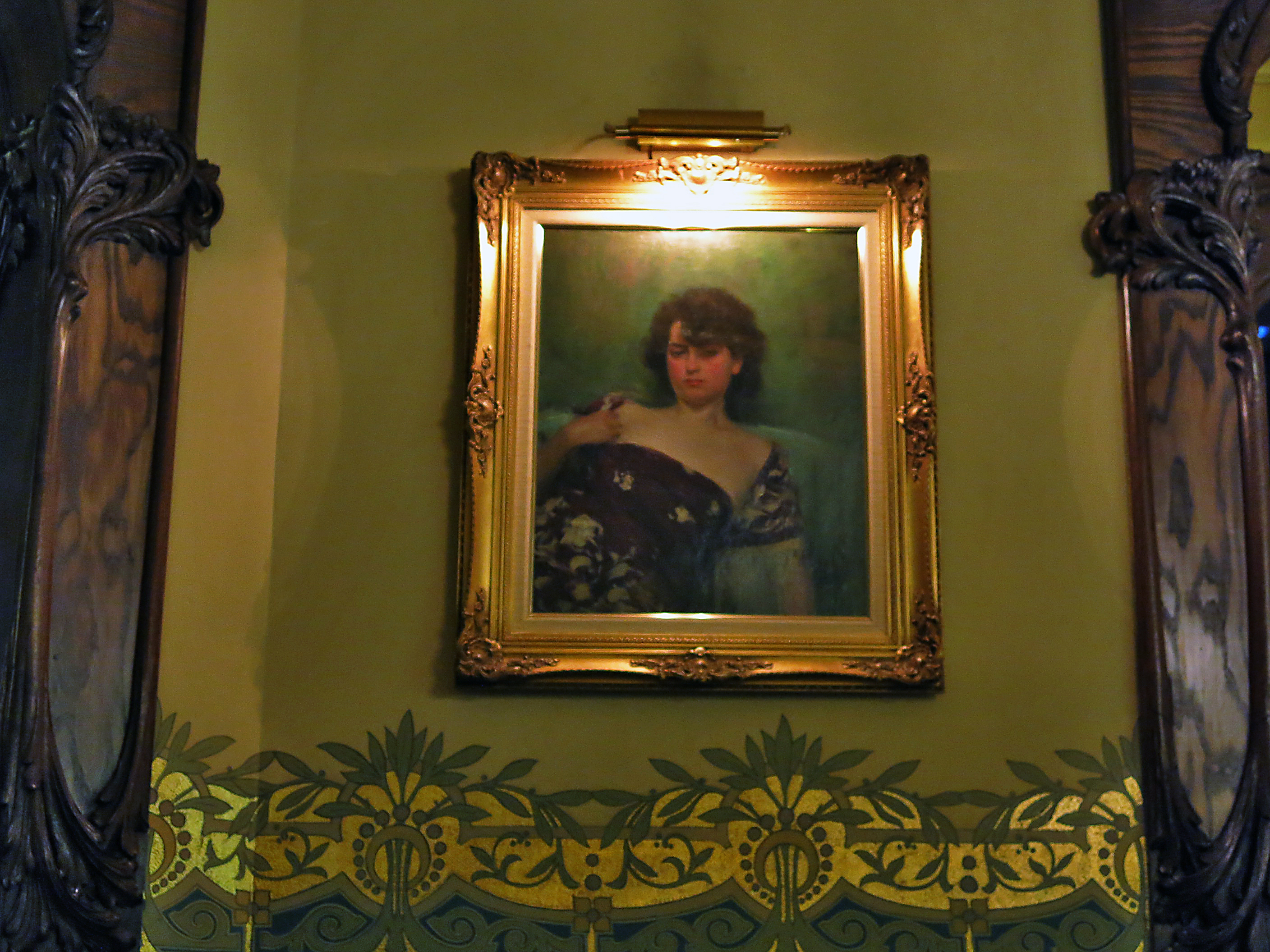
Júlia en grana, obra de Ramon Casas i Carbó

La col·lecció del Círculo Ecuestre està formada per diverses pintures, escultures i altres objectes artístics reunits al llarg de la història de l'entitat. Ja el 1907 van organitzar una «Primera manifestació artística del Círculo Ecuestre» a la seu de Plaça Catalunya. Més endavant, ja a la ubicació actual, van anar adquirint obres artístiques. Destaca l’encàrrec d'un plató per revestir l'entrada principal, fet per Ricard Arenys i Galdon on es pot veure un grup de cavalls pura sang. Per decorar el palauet, es van adquirir obres de Ramon Martí i Alsina (Paisatge amb ruïnes, de 1858, una vista del paratge que envolta el castell d’Eramprunyà); de Jaume Morera i Galícia i de Simó Gómez Polo (Moisès salvat de les aigües).
De l'etapa del Passeig de Gràcia es conserven retrats retrats eqüestres del rei Alfons XIII i la reina Victòria Eugènia, fets per Juli Vila i Prades, així com Joventut, un bust femení de Josep Clarà, i un àlbum de firmes del socis creat per Alexandre de Riquer i acabat per Antoni Saurí Sirés.
Hi ha una col·lecció de retrats dels presidents, entre els quals destaquen el de Santiago Güell i López, fet per Ricard Arenys i Galdon, i el d'Albert Rusiñol fet per Carlos Vázquez, així com un retrat del marquès de Santa Isabel, fer per Josep Cusachs i Cusachs, regalat per un soci.
Atres socis també han donat obres a l'entitat, com per exemple un paisatge d’Antoni Reynés i Gurguí, un esbós de Frederic-Armand Beltran i Massés. Una de les obres més populars de la col·lecció Júlia en grana: Es tracta d'un dels primers retrats coneguts que Ramon Casas i Carbó faria a Júlia Peraire, el 1906, on aquesta es presenta amb una mirada desafiadora.

## Premis i reconeixements
El 2006 va rebre la Medalla d'Honor de Barcelona.